# Łapalice
Łapalice is een plaats in het Poolse district  Kartuski, woiwodschap Pommeren. De plaats maakt deel uit van de gemeente Kartuzy en telt 787 inwoners.

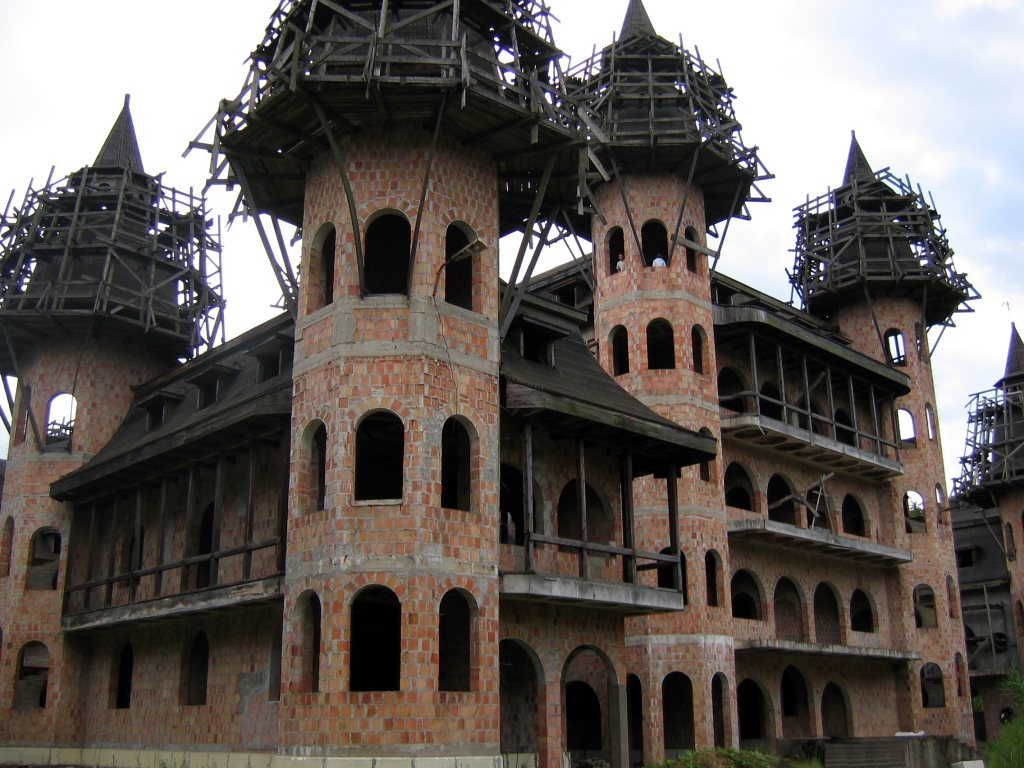
Nieuwbouw kasteel